# Wallace Rider Farrington

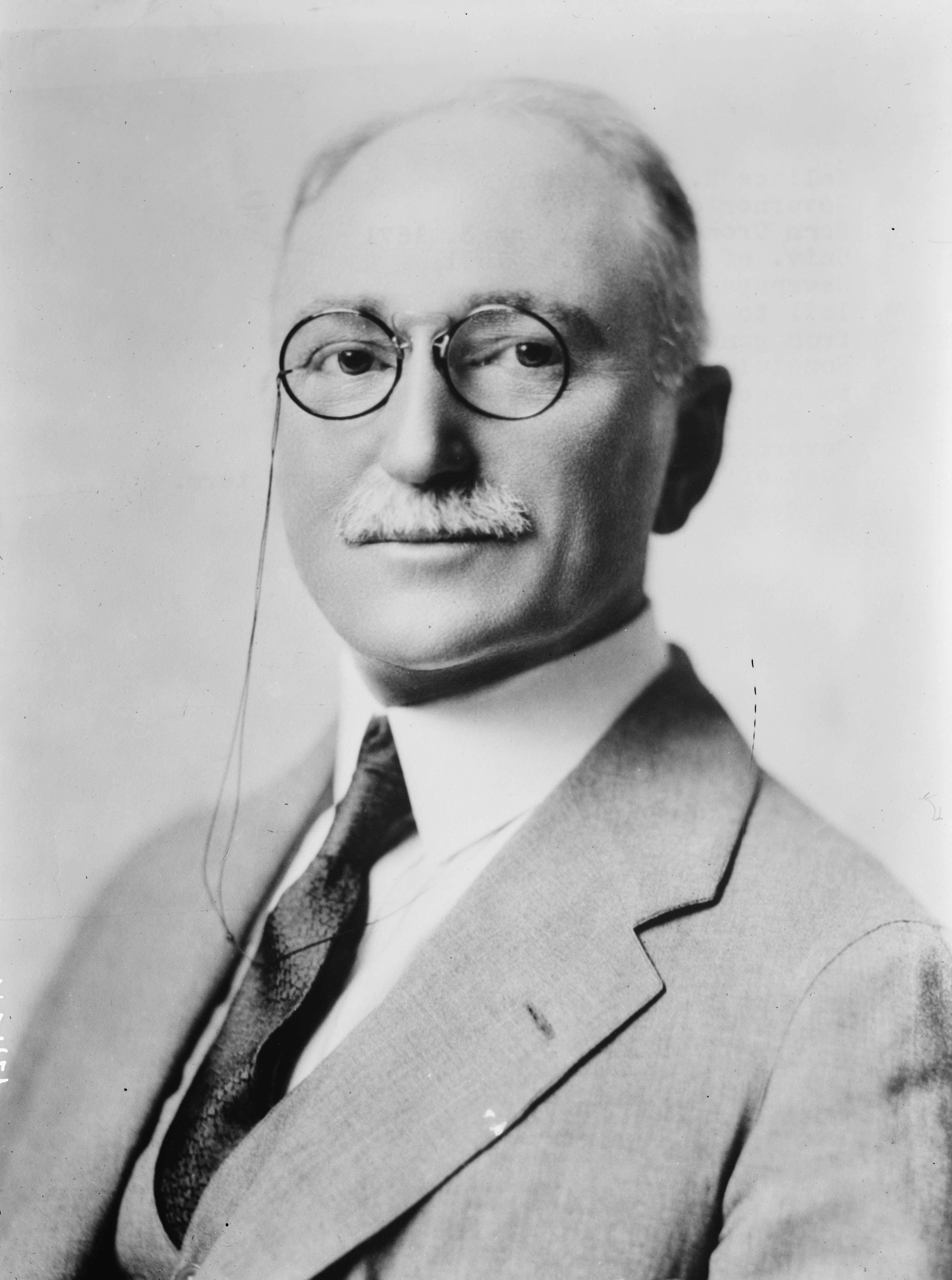
Wallace Rider Farrington

Wallace Rider Farrington (* 3. Mai 1871 in Orono, Penobscot County, Maine; † 6. Oktober 1933) war ein US-amerikanischer Politiker und der sechste Gouverneur des Hawaii-Territoriums, der das Amt zwischen 1921 und 1929 innehatte. 

## Werdegang
Wallace Farrington wurde 1871 in Orono geboren. Er absolvierte ein Studium an der University of Maine, wo sein Vater als Professor für Landwirtschaft lehrte. Er war ein passionierter Reisender und so kam er 1894 auch nach Honolulu, Hawaii, wo er sich entschied zu bleiben und als Redakteur bei dem Pacific Commercial Advertiser anfing. Nach drei Jahren wechselte er zum Honolulu Star-Bulletin. Zu jener Zeit wuchs auch sein Interesse an der lokalen Politik. Er setzte sich für die Schaffung einer Universität in Hawaii ein. Schließlich ließ er sich als Kandidat für das Amt des Bürgermeisters von Honolulu aufstellen und wurde auch gewählt.
Farrington veranstaltete 1915 den Honolulu Ad Club. Einer von seinen geladenen Gastrednern war Warren G. Harding, ein republikanischer US-Senator aus Ohio. Farrington stellte Harding als den „zukünftigen Präsidenten der Vereinigten Staaten“ vor. Harding entgegnete, wenn Farringtons Prognose sich erfüllen sollte, dann würde Farrington zum Gouverneur von Hawaii ernannt.
Drei Monate nachdem Harding 1921 sein Amt als US-Präsident angetreten hatte, erfüllte er sein Versprechen und ernannte Farrington zum Territorialgouverneur von Hawaii. Farrington war als Republikaner bis Ende 1929 im Amt, als er aus dem öffentlichen Leben zurücktrat. Aufgrund einer Herzerkrankung verstarb er am 6. Oktober 1933.

## Familie
Farrington war der Vater von Joseph Rider Farrington, einem Mitglied des Territorialsenats von Hawaii und territorialer Delegierter im US-Kongress. Er verstarb in seinem Amt und wurde danach neben seiner Ehefrau, Mary Elizabeth Pruett Farrington beigesetzt.

## Ehrungen
Farrington wurde mit der Widmung der Wallace Rider Farrington High School in dem historischen Kalihi Bezirk von Honolulu gedacht. Ferner nahm die Schule The Governors als ihren Kosenamen, sowie als ihren Talisman an, um den Namensvetter der Schule zu ehren. Auch die Farrington Street im unteren Manoa Valley, der Farrington Highway, welcher sich von Pearl City zu der Leeward Coast von Oʻahu erstreckt, sowie die Farrington Hall (in den 1970er Jahren abgerissen) bei der University of Hawaii, Manoa, wo er zwischen 1914 und 1920 Vorsitzender des UH Board of Regents war, wurden nach ihm benannt.